# Crystal Swan
Crystal Swan (Bielorrússia: Хрусталь) é um filme de drama da Bielorrússia dirigido por Darya Zhuk lançado em 2018. Foi selecionada como para a vaga da Bielorrússia para o Melhor Filme em Língua Estrangeira no Oscar de 2019, mas não foi indicada.

## Enredo
Nos anos 90, Velya espera deixar a Bielorrússia e se tornar uma DJ nos Estados Unidos, devido ao forte cenário de House music no país. Seus planos mudam após um erro no pedido de visto.

## Elenco
| Ator                 | Personagem             |
| -------------------- | ---------------------- |
| Alina Nasibullina    | Velya                  |
| Ivan Mulin           | Stepan                 |
| Yuriy Borisov        | Alik                   |
| Svetlana Anikej      | Mãe de Velya           |
| Ilya Kapanets        | Kostya                 |
| Anastasia Garvey     | Vika                   |
| Ludmila Razumova     | Mãe de Stepan          |
| Natalya Onishenko    | Mãe de Vika            |
| Anatoliy Golub       | Policial               |
| Artem Kuren          | Amigo de Stepan        |
| Vyacheslav Shakalido | Pai de Stepan          |
| Guy V. Cimbalo       | Burocrata do consulado |

## Recepção da crítica
O filme possui taxa favorável no agregador de críticas Rotten Tomatoes, tanto na pontuação da audiência quanto na pontuação da crítica especializada.
Guy Lodge, da revista estadunidense Variety, fez crítica favorável ao filme e disse que: "embora algumas nuances possam ultrapassar a cabeça do público internacional, suas principais frustrações sociais e econômicas são universais, impulsionadas pela ânsia de viajar personificada na simpática personagem Velya."
Stephen Dalton, do The Hollywood Reporter, elogiou o filme e salientou que: "Crystal Swan é uma história amplamente convencional de pessoas que sentem como "peixes fora d'água. Mas é elevado acima do convencional por seu excelente elenco, especialmente Nasibullina, e muito talento visual."
Phil Guie, do Film Forward, fez crítica positiva ao filme e anotou que: "Crystal Swan parece uma carta com ponta de veneno do cineasta para seu país natal, que também é um trabalho cativante de crítica social."